# Rede Amazônica Ariquemes
Rede Amazônica Ariquemes é uma emissora de televisão brasileira com sede em Ariquemes, cidade do estado de Rondônia. Opera nos canais 7 VHF e 14 UHF digital, e é afiliada à TV Globo. Pertence ao Grupo Rede Amazônica.

## História
A emissora foi fundada como TV Ariquemes pelo jornalista Phelippe Daou em 26 de dezembro de 1979, sendo a primeira emissora de televisão da cidade. Inicialmente, assim como as demais emissoras de propriedade do grupo, era afiliada à Rede Bandeirantes.
Em 1983, seguindo as demais emissoras da rede (com exceção da TV Amazonas), a TV Ariquemes deixou a Rede Bandeirantes e se tornou afiliada à Rede Globo.
Em 3 de janeiro de 2015, a emissora abandonou a nomenclatura TV Ariquemes, passando a ser chamada de Rede Amazônica Ariquemes.
A partir de 19 de setembro de 2016, a Rede Amazônica Ariquemes voltou a gerar a edição completa do Jornal de Rondônia. Na mesma data, a emissora estreou um novo cenário para o telejornalismo local.

## Sinal digital
| Canal virtual | Canal digital | Resolução de tela | Programação                                               |
| ------------- | ------------- | ----------------- | --------------------------------------------------------- |
| 7.1           | 14 UHF        | 1080i             | Programação principal da Rede Amazônica Ariquemes / Globo |

A emissora, como TV Ariquemes, iniciou suas transmissões digitais pelo canal 14 UHF, em 22 de maio de 2014, se tornando a primeira emissora de televisão a inaugurar o sinal digital no interior do estado de Rondônia.

## Programas
Atualmente, além de transmitir a programação nacional da TV Globo e estadual da Rede Amazônica Porto Velho, a Rede Amazônica Ariquemes produz e exibe o seguinte programa:
- Jornal de Rondônia 2ª Edição: Telejornal, com Larissa Damasceno;[nota 1]

Outro programa local compôs a grade da emissora, e foi descontinuado:
- Jornal de Ariquemes[10]

## Equipe

### Membros atuais
- Ana Claudia Ferreira[11]
- Jemima Querém[9]
- Larissa Damasceno[9]

### Membros antigos
- Débora Souza[12]
- Franciele do Vale[13]
- Luiz Martins[14]
- Rinaldo Moreira[15]
- Roberto Bergamnn[10]